# Звягельський полк
Звя́гельський полк, або Воли́нський полк — військова одиниця Правобережної України в другій половині 17 століття. Утворений 1648 року. Полковий центр — місто Звягель.

## Історія
Сформувався під час Хмельниччини. Після вступу українських полків М. Кривоноса, П. Головацького, І. Гирі на територію Волині влітку 1648 р., звягельські міщани й селяни волості поголовно покозачились. Вони утворили потужний повстанський загін, очолений звягельським міщанином Михайлом Тишею. Незабаром загін трансформувався в козацький полк, який тоді називався Волинський (Звягельський) полк, запроваджуючи у волості козацькі порядки. Наприкінці серпня — на початку вересня 1648 р. полк здійснив самостійний рейд із Звягеля до Володимира, визволивши від польського панування Корець, Гощу, Тучин, Олику, Луцьк, розбив поблизу Луцька воєводське посполите рушення, визволив Володимир і з тріумфом повернувся до Звягеля. Звягельський полк тоді охоплював колишній Луцький повіт. Разом з тим, восени 1648 року на території колишнього Волинського воєводства склався також Волинський (Остропільський) полк, який охоплював колишній Кременецький повіт. Козаки Волинського полку брали участь у Пилявецькій битві. Весною 1649 р. полк двічі рейдував до Острога. Під час весняно-літнього польського наступу 1649 р. Звягель став місцем жорстоких боїв між польськими військами та українськими. Після взяття спаленого міста поляками полк відступив на Київщину. Згодом Волинський полк брав участь у Збаразько-Зборівській кампанії. Укладення Зборівського договору 1649 року, за яким Волинь вилучалася з-під влади гетьмана, призупинило процес створення української козацької полкової адміністрації на Волині.
В кінці гетьманування Богдана Хмельницького, в 1657 році, українські війська знову зайняли прикордонну смугу Волині, що поклало початок відновленню Волинського полку. Полк було відновлено, ним командував Іван Тарновський. Проте цього разу його полковим містом стали Межирічі.
За гетьмана Івана Виговського спроби відновлення Волинського полку були продовжені: козацькі залоги стояли в Степані, Гощі, Корці, Острозі, Полонному, Заславі, Старому Костянтинові. Відповідно до Гадяцьких домовленостей, українські війська були відкликані зі Східної Волині, а місцеві козацькі залоги в Погорині частково відійшли восени-взимку 1658 року. В березні 1659 року був виданий «Універсал гетьмана Івана Виговського до ротмістрів і капітанів військ, розміщених між річками Случчю і Горинню, з наказом відійти з цієї території згідно з угодою, укладеною ним з Річчю Посполитою, 1 березня 1659 р.» Лише в Полонному та його околицях козаки Івана Виговського залишалися ще до 1661 року.

## Територія
Сотенними містами полку в різні часи були: Звягель, Полонне, Вишнівець, Берездів, Хлапотин, Корець, Гоща, Заслав, Збараж, Камінь-Чолганський, Красилів, Кременець, Лабунь, Любартів, Ляхівці, Старокостянтинів, Сульжинці, Шепетівка, Межирічі, Тайкури, Острог, Рівне, Дубно, Клевань, Олика, Степань, Володимирець, Чорторийськ, Четвертня, Луцьк, Берестечко, Горохів.
Волинський полк першого утворення (1648 року) охоплював межі теперешніх Володимирецького району, Сарненського району (західна частина), Березнівського району (південно-західна частина), Костопільського району, Гощанського району, Корецького району, Острозького району, Рівненського району, Здолбунівського району, Млинівського району, Дубнівського району, Демидівка Демидівського району (усі — Рівненська область), Новоград-Волинського району (західна частина) та Баранівського району (західна частина) Житомирської області, Славутського району, Шепетівського району, Полонського району, Ізяславського району, Білогірського району, Теофіпольського району, Красилівського району, Старокостянтинівського району (усі — Хмельницької області), Лановецького району, Збаразького району, Кременецького району та Шумського району Тернопільської області, а також Горохівського району, Луцького району, Рожищенського району, Ківерцівського району і Маневицького району (усі — Волинської області).
Загальна площа Волинського полку першого утворення становила близько 32 000 км².

## Про Волинський (Звягельський) полк
21 січня 1649 року, Адам Кисіль:
|  | Хто коли чув раду Запорозького війська в Звягелю! Починаючи від Случі і до Чигирина знаходиться військо Б. Хмельницького …весь плебс до того часу залишається в козацькому титулі |

.
У листі до князя С.Корецького полковник Війська Запорозького Іван Донець і «сотник» Михайло Тиша писали в січні 1649 р. зі Звягеля:
|  | …які ми козаки, реєстрові чи ні? Цього ми і самі не знаємо, бо нас й.м.п. Гетьман не реєстрував. Знаємо тільки те, що має нас за рівних собі і не відділяє від старих реєстровців |

.

29 квітня 1649 р. до Корецького надходить лист із Звягеля від Гараська Яскевича, «полковника Війська Запорозького, намісника гетьманського» та Михайла Тиші — вже «полковника волинського звягельського». Вони застерігали князя, 
|  | щоб тихенько собі до кінця сидів |

, припинив побори з козаків, не провокував їх виготовленням гармат 
|  | до відповіді повстанням новим |

 та 
|  | розбурхання вогню |

.

Т.-М. Обухович, 22 травня 1649 року, після відходу з Гощі: 
|  | з усіх сторін підходять великі полки, щоб оточити нас. Не знаю, як переправиться через Горинь й.м. князь Корецький, тому що всі проходи зайняті ворогом |

.